# Wojciech Włodarczyk
Pour les articles homonymes, voir Włodarczyk.
Wojciech Włodarczyk est un joueur polonais de volley-ball né le 28 octobre 1990 à Poznań (voïvodie de Grande-Pologne). Il mesure 1,97 m et joue réceptionneur-attaquant. Il totalise 10 sélections en équipe de Pologne.

## Clubs
| Club                  | De        | À         |
| --------------------- | --------- | --------- |
| Politechnika Varsovie | 2009-2010 | 2009-2010 |
| AZS Olsztyn           | 2010-2011 | 2010-2011 |
| BBTS Bielsko-Biała    | 2011-2012 | 2011-2012 |
| SK Aich-Dob           | 2012-2013 | 2012-2013 |
| Skra Bełchatów        | 2013-2014 | 2014-2015 |
| Cuprum Lubin          | 2015-2016 | 2015-2016 |
| AZS Olsztyn           | 2016-2017 | 2016-2017 |
| ONICO Varsovie        | 2017-2018 | 2017-2018 |
| NMV Castellana Grotte | 2018-2019 | 2018-2019 |
| Czarni Radom          | 2019-2020 | 2019-2020 |
| Pallavolo Padoue      | 2020-2021 | 2020-2021 |
| LKPS Lublin           | 2021-2022 | 2022-2023 |
| Stal Nysa             | 2023-     | ...       |

## Palmarès
- Championnat centre-européen
  - Finaliste : 2013.
- Championnat d'Autriche (1)
  - Vainqueur : 2013.
- Championnat de Pologne (1)
  - Vainqueur : 2014.